# Sematophyllum aureosulphureum
Sematophyllum aureosulphureum är en bladmossart som beskrevs av Brotherus 1925. Sematophyllum aureosulphureum ingår i släktet Sematophyllum och familjen Sematophyllaceae. Inga underarter finns listade i Catalogue of Life.